# Gambier Bolton
Pour les articles homonymes, voir Bolton.
Gambier Bolton (1854-1928) est un auteur anglais et photographe spécialisé en histoire naturelle et « phénomènes psychiques ».

## Biographie

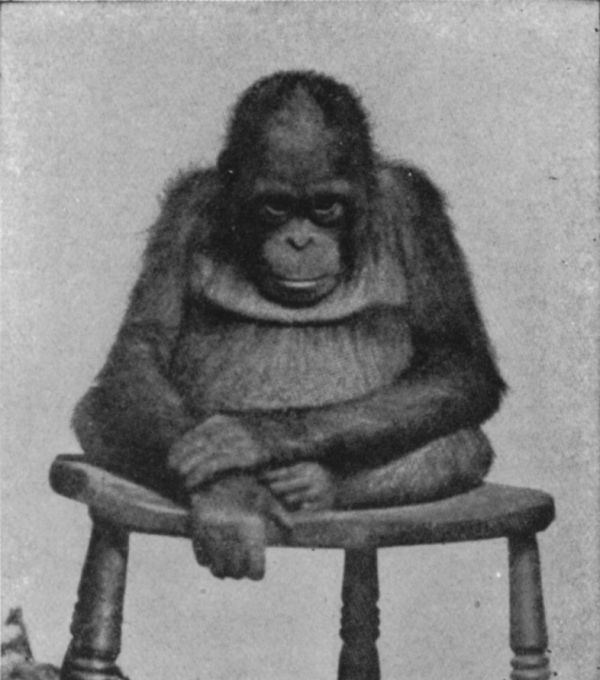
Orang-outan par Gambier Bolton, from Thomson's Outline of Science

Bolton fait de nombreuses photographies d'animaux lors de ses voyages dans de nombreux pays, dont une partie en accompagnant le duc de Newcastle dans  sa tournée. Ses œuvres sont parfois conservées comme des documents scientifiques, même si leur valeur n'a pas été largement reconnue, et publiées dans des revues et des livres de zoologie.
Il est membre fondateur du club consacré aux chats siamois, fondé en Angleterre en 1901.